# Órlia
Órlia (en rus: Орля) és un poble de l'óblast de Kaluga, a Rússia, que en el cens del 2010 tenia 19 habitants, pertany al districte de Jizdra.